# Žirci
Žirci (cyr. Жирци) – wieś w Czarnogórze, w gminie Kolašin. W 2011 roku liczyła 48 mieszkańców.